# Les Cèdres (Quebec)
Les Cèdres (AFI: [lɛsɛdʀ]; significando Los Cedros en francés), antes conocido como Soulanges y Saint-Joseph-de-Soulanges, es un municipio de la provincia de Quebec en Canadá. Es una de los municipios que conforman el municipio regional de condado de Vaudreuil-Soulanges en la región de Vallée-du-Haut-Saint-Laurent en Montérégie.

## Geografía

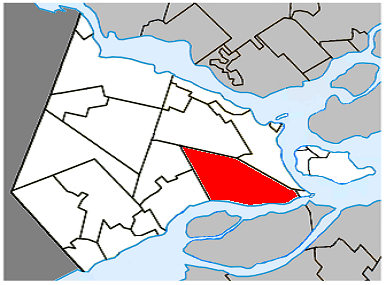
Ubicación de Les Cèdres en el MRC de Vaudreuil-Soulanges

Les Cèdres se encuentra ubicada por el río San Lorenzo entre el lago Saint-François y el lago Saint-Louis, cerca al confluent del río Ottawa, al este del MRC de Vaudreuil-Soulanges. Los municipios vecinos son la ciudad de Coteau-du-Lac y el municipio de Saint-Clet al oeste, las ciudades de Saint-Lazare y de Vaudreuil-Dorion al norte, el pueblo de Pointe-des-Cascades y el San Lornezo al sur. La ciudad de Salaberry-de-Valleyfield, en el MRC de Beauharnois-Salaberry, está situada por la otra orilla del río San Lorenzo.
El área total del municipio está de 88,5 km² cuyos 77,9 km² en tierra. El municipio está ubicado en la planicie del San Lorenzo.

## Historia

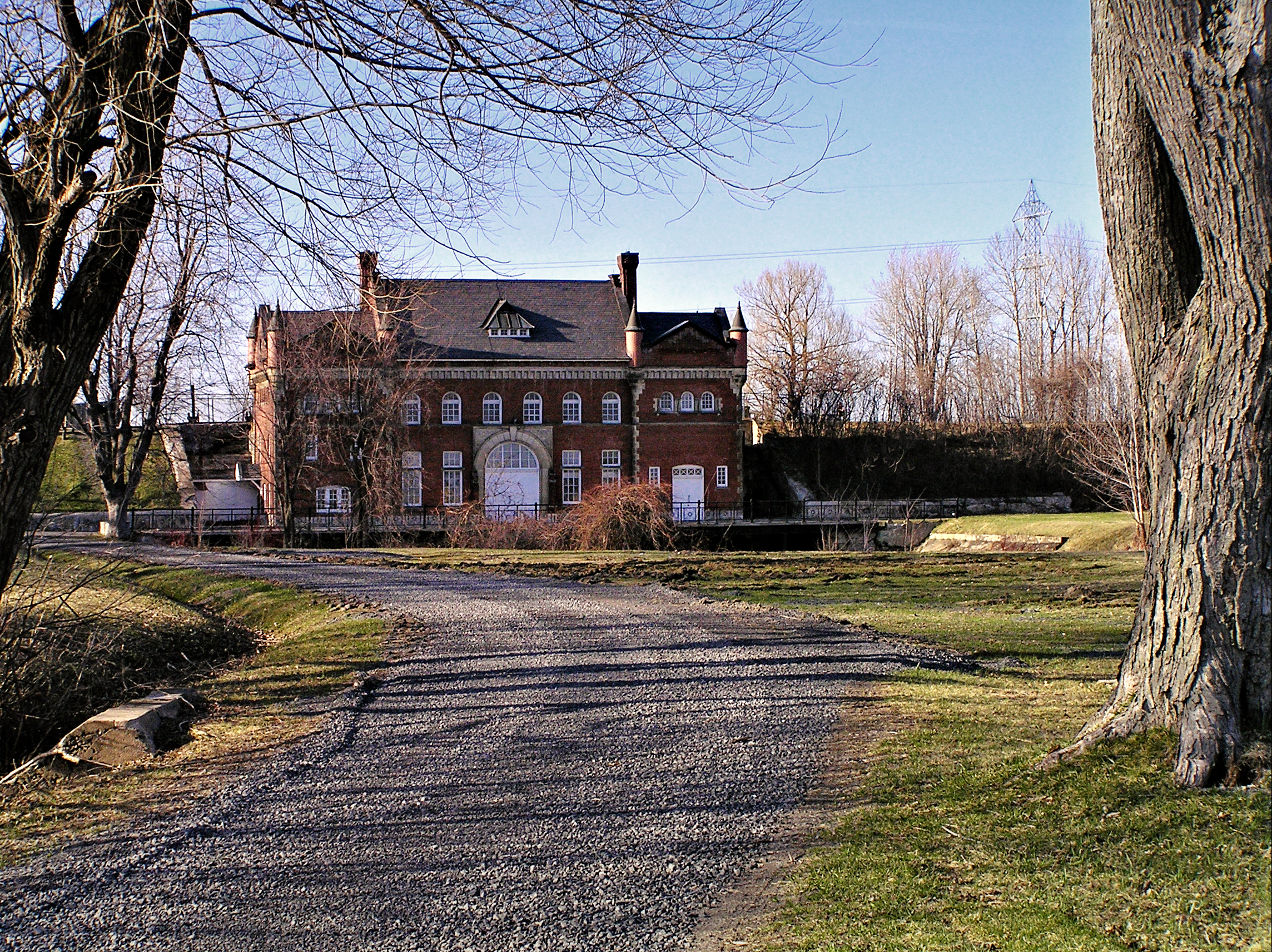
Petit Pouvoir

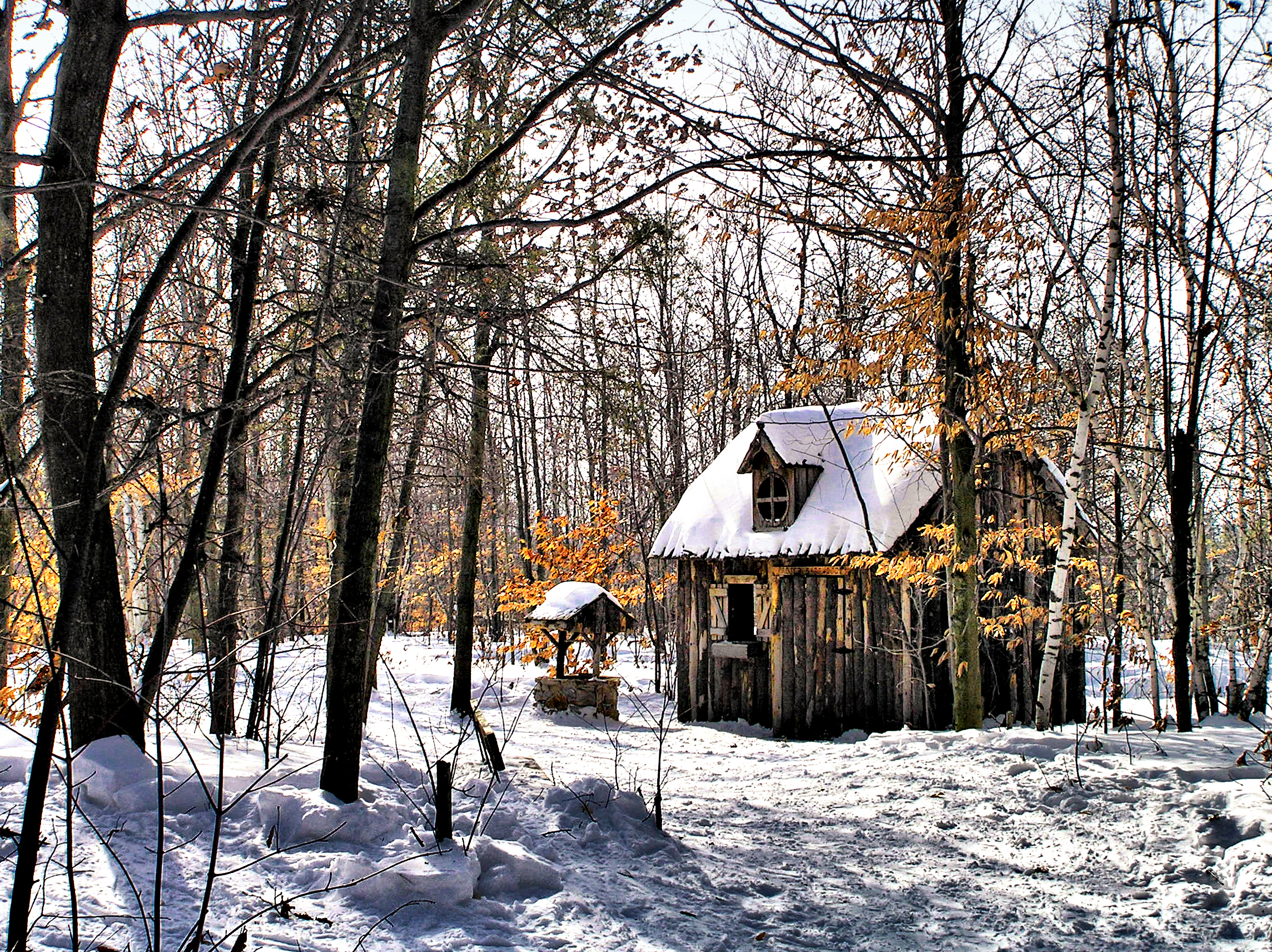
Base de plein air des Cèdres

El topónimo de Les Cèdres existe al menos desde 1695 quando el cartógrafo Deshayes indicó Rapide du Costeau des Cèdres (Rápido del cerro de los Cedros) para este sitio de la Nueva Francia. El señorío de Soulanges fue creado y concedido a Pierre-Jacques de Joybert de Soulanges et de Marson en 1702. Los primeros colonos se establecen en 1715. La parroquia de Saint-Joseph de Soulanges fue creada en 1752. El actual municipio fue constituido en 1985 por la reunión de la parroquia de Saint-Joseph-de-Soulanges y del pueblo de Les Cèdres (llamado Soulanges antes).

## Política
|           | Alcalde(s)                      |
| 1985-1987 | Jean-Paul Séguin y Armand Levac |
| 1987-1994 | Armand Levac                    |
| 1994-2001 | Lucien Daoust                   |
| 2001-     | Géraldine T. Quesnel            |

|            | 2009-2013            |
| Alcalde    | Géraldine T. Quesnel |
| Distrito 1 | Thérèse Lemelin      |
| Distrito 2 | Serge Clément        |
| Distrito 3 | Lyse Thauvette       |
| Distrito 4 | Sarah-Claude Racicot |
| Distrito 5 | René Levac           |
| Distrito 6 | Jacques Bouchard     |

Les Cèdres forma parte de la circunscripción electoral de Soulanges a nivel provincial y de la de Vaudreuil-Soulanges a nivel federal.

## Demografía
Según el censo de Canadá de 2011, había 6079 personas residiendo en este municipio con una densidad de población de 78,1 hab./km². La población aumentó un 6,1% entre 2006 y 2011. El número total de inmuebles particulares resultó ser de 2408, de los que 2322 se encontraban ocupados por residentes habituales.
Población total, 1986-2011
| Año  | Población | Variación (%) |
| ---- | --------- | ------------- |
| 2011 | 6079      | 6,1 %         |
| 2006 | 5732      | 11,8 %        |
| 2001 | 5128      | 10,5 %        |
| 1996 | 4641      | 21,0 %        |
| 1991 | 3836      | 15,5%         |
| 1986 | 3320      | .             |